# Roemeens voetbalkampioenschap 1930/31
In 1930/31 werd het negentiende kampioenschap in Roemenië georganiseerd. Dit keer namen er slechts vijf regionale kampioenen deel van 7 tot 28 juni. UDR Reșița werd kampioen.

## Deelnemers
| Regio  | Kampioen                       |
| ------ | ------------------------------ |
| Noord  | Crișana Oradea                 |
| Oost   | Macabi Cernăuți                |
| Zuid   | Prahova Ploiești               |
| Midden | Societatea de Gimnastică Sibiu |
| West   | UDR Reșița                     |

## Uitslagen

### Voorronde
| Thuisploeg     | – | Uitploeg                       | Uitslag   |
| -------------- | - | ------------------------------ | --------- |
| Crișana Oradea | – | Societatea de Gimnastică Sibiu | 4:6 (1:3) |

### Halve Finale
| Thuisploeg                     | – | Uitploeg        | Uitslag   |
| ------------------------------ | - | --------------- | --------- |
| Prahova Ploiești               | – | UDR Reșița      | 2:3 (1:1) |
| Societatea de Gimnastică Sibiu | – | Macabi Cernăuți | 4:2 (3:0) |

### Finale
| Thuisploeg | – | Uitploeg                       | Uitslag   |
| ---------- | - | ------------------------------ | --------- |
| UDR Reșița | – | Societatea de Gimnastică Sibiu | 2:0 (1:0) |